# Burland and Acton
Burland and Acton är en civil parish i distriktet Cheshire East, i grevskapet Cheshire, i England. Civil parish är belägen 25 km från Chester. Det inkluderar Acton, Burland, Ravensmoor och Stoneley Green. Civil parishen inrättades den 1 april 2023.